# Jacques de Maults
Jacques de Maults (även skrivet de Meaux), född omkring 1648, död efter 1711, var en fransk-svensk dekorationsmålare.
Mycket litet är känt om Jacques de Maults tidiga år. Inga av hans arbeten i Frankrike är kända. Då han 1694 inkallades till Sverige hade han tidigare i 6–7 år varit i "kardinal Fürtenbergs tjänst", troligen Wilhelm Egon von Fürstenberg-Heiligenbergs. Han hade en bror som var verksam i Hamburg, vilket han besökte 1697 och hade tidvis arbetat hos Jean Bérain den äldre. Daniel Cronström som var den som å Nicodemus Tessin den yngres vägnar inkallade de Maults till Sverige som ornamentmålare vid bygget av Tessinska palatset berättade att han fått goda referenser av Berain. 1699 avslutade han sitt uppdrag för Tessin genom att utföra målningarna på Kröningsvagnen som nu finns på Livrustkammaren. Därefter engagerades de Maults vid Stockholms slott, där han utförde dekormålningarna i slottets paradvåning. 1701–1706 saknas hans namn i slottsräkenskaperna. Möjligen arbetade han då för privata uppdragsgivare. En plafondmålning i Lydert Bartels hus har tillskrivits de Maults. Troligen vistades han även utomlands en tid, då han 1702 erhöll pass till Helsingör. Från 1706 var de Maults åter verksam vid Stockholms slott. Efter 1711 finns inga uppgifter om var han tog vägen.